# Mouvement Voëlvry
 (août 2023).
La mise en forme du texte ne suit pas les recommandations de Wikipédia : il faut le « wikifier ».
Les points d'amélioration suivants sont les cas les plus fréquents. Le détail des points à revoir est peut-être précisé sur la page de discussion.
- Les titres sont pré-formatés par le logiciel. Ils ne sont ni en capitales, ni en gras.
- Le texte ne doit pas être écrit en capitales (les noms de famille non plus), ni en gras, ni en italique, ni en « petit »…
- Le gras n'est utilisé que pour surligner le titre de l'article dans l'introduction, une seule fois.
- L'italique est rarement utilisé : mots en langue étrangère, titres d'œuvres, noms de bateaux, etc.
- Les citations ne sont pas en italique mais en corps de texte normal. Elles sont entourées par des guillemets français : « et ».
- Les listes à puces sont à éviter, des paragraphes rédigés étant largement préférés. Les tableaux sont à réserver à la présentation de données structurées (résultats, etc.).
- Les appels de note de bas de page (petits chiffres en exposant, introduits par l'outil «  Source ») sont à placer entre la fin de phrase et le point final[comme ça].
- Les liens internes (vers d'autres articles de Wikipédia) sont à choisir avec parcimonie. Créez des liens vers des articles approfondissant le sujet. Les termes génériques sans rapport avec le sujet sont à éviter, ainsi que les répétitions de liens vers un même terme.
- Les liens externes sont à placer uniquement dans une section « Liens externes », à la fin de l'article. Ces liens sont à choisir avec parcimonie suivant les règles définies. Si un lien sert de source à l'article, son insertion dans le texte est à faire par les notes de bas de page.
- La présentation des références doit suivre les conventions bibliographiques. Il est recommandé d'utiliser les modèles {{Ouvrage}}, {{Chapitre}}, {{Article}}, {{Lien web}} et/ou {{Bibliographie}}. Le mode d'édition visuel peut mettre en forme automatiquement les références.
- Insérer une infobox (cadre d'informations à droite) n'est pas obligatoire pour parachever la mise en page.

Pour une aide détaillée, merci de consulter Aide:Wikification.
Si vous pensez que ces points ont été résolus, vous pouvez retirer ce bandeau et améliorer la mise en forme d'un autre article.
Le mouvement Voëlvry (en afrikaans : [ˈfʊəlfrəi]) en Afrique du Sud est un genre de musique chanté en afrikaans par des chanteurs engagés en opposition interne à l'apartheid. Le terme Voëlvry signifie «banni» ou «libre comme un oiseau». Ce mouvement a débuté le 4 avril 1989 dans un club  de Johannesburg. Ce fut le début d'une période que certains ont appelé le soulèvement du rock and roll. Le mouvement Voëlvry, qui par fierté utilisait la langue afrikaans, s'est focalisé sur la jeunesse afrikaner. Son principal objectif était de l'amener à prendre en conscience des changements qui devaient s'opposer à la "culture autoritaire et patriarcale" du régime en place.

## Histoire
L'Afrique du Sud vivait sous le régime de l' apartheid (mot afrikaans) partiellement dérivé du français, signifiant « séparation, mise à part . Les séparations raciales imposées par la loi s’articulaient autour de la division politique, sociale, économique et géographique du territoire sud-africain et de sa population répartie en quatre groupes raciaux hiérarchiquement distincts. La politique d'apartheid fut le « résultat de l'anxiété historique des Afrikaners obsédés par leur peur d'être engloutis par la masse des peuples noirs environnants ». Les lois rigides qui en résultèrent, « dictées par une minorité blanche dynamique obsédée par sa survie » en tant que nation distincte, furent ainsi le résultat d'une confrontation, sur une même aire géographique, d'une société sur-développée, intégrée au premier monde avec une société de subsistance, encore dans le tiers monde, manifestant le refus de l'intégration des premiers avec les seconds. Le soulèvement et les protestations sans cesse croissantes ont induit d'importants mouvements anti-apartheid dont le mouvement Voëlvry.
Le mouvement Voëlvry a débuté dans les années 1980 avec l'ouverture des studios Shifty Records (en). Fondée par Lloyd Ross, Shifty Records fit ses débuts, avec de la musique rock afrikaans, en visant à fournir une plate-forme pour la musique indépendante comportant un message social. Shifty fut un débouché pour les musiciens sud-africains opposés à l' apartheid. Cela a amené Ross à autoriser la musique revendicative  directement en réponse à l'apartheid.

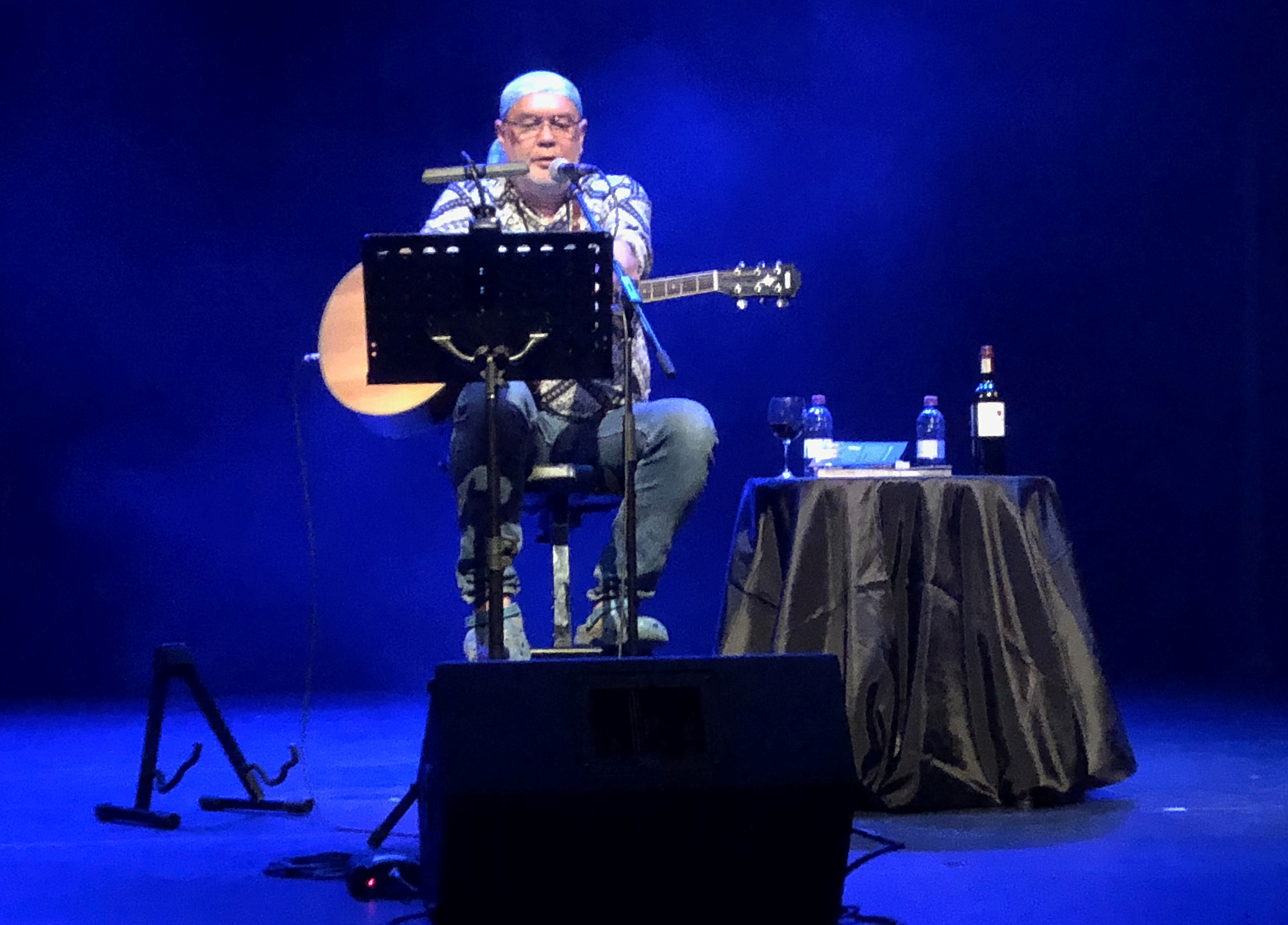
Koos Kombuis 2018

Ralph Rabie, sous le nom de scène Johannes Kerkorrel, fut une force majeure de ce mouvement. Rabie a utilisé ce nom comme nom de scène pour se moquer de l' Église réformée néerlandaise. (Johannes Kerkorrel est la marque d'un orgue hollandais). D'autres musiciens, EKoos Kombuis (en) alias André du Toit, James Phillips, Bernoldus Niemand et Karla Krimpelien occupèrent un rôle important dans le mouvement.

## La tournée
La tournée visait à amener les jeunes sud-africains à réfléchir sur les problèmes posés par le gouvernement. Lors de sa création, une surveillance importante des forces de l'ordre se fit ressentir, ce qui créa des problèmes sur les lieux qui l'accueillait. Elle tenta de s'implanter dans les campus universitaires, mais elle fut interdite dans  la plupart d"entre eux en raison du «langage offensant pour le débat académique universitaire». La tournée s'est donc produite dans des bâtiments abandonnés.
Pendant la tournée, la couverture médiatique a été négative. Les médias ont affirmé que les paroles des chansons de la tournée étaient naïves. Kerkorrel a déclaré plus tard: «Ils ne réalisent évidemment pas que toute notre idée est d'écrire des paroles naïves. Nous libérons la langue. Si vous pouvez transformer un langage en rock and roll, ce ne peut plus être un langage oppressant. » Les musiciens ont utilisé la musique rock and roll pour représenter les chansons et symboles traditionnels afrikaans
. Les chansons du mouvement dépeignaient des symboles de base qui étaient importants en Afrique du Sud - en les reprenant pour représenter leur message. Par exemple, dans la chanson Ossewa (oxwagon), le symbole standard de l'oxwagon a été changé en voiture et a aidé à conduire les Afrikaners hors de l'agitation politique et vers l'avenir.